# Floorballligaen - Kåringer og priser
Floorballligaen - Kåring og priser er en oversigt over kåringer og priser for hver enkelt sæson.

## Årets spiller
Årets spiller er den spiller der efter hver sæson er vurderet til at have været den bedste spiller i sæsonen. 
| År   | Spiller            | Klub                   | Ref   |
| ---- | ------------------ | ---------------------- | ----- |
| 2001 | Lars Jespersen     | Frederikshavn Bulldogs | [ 1 ] |
| 2002 | Tobias Nielsen     | Rødovre Floorball Club | [ 1 ] |
| 2003 | Kim Haagensen      | Frederikshavn Bulldogs | [ 1 ] |
| 2004 | Jesper Schow       | Hafnia floorball club  | [ 1 ] |
| 2005 | Daniele Berardino  | Herlev Floorball Club  | [ 1 ] |
| 2006 | Kim Olesen         | Brønderslev Hot Shots  | [ 1 ] |
| 2007 | Lars Jespersen     | Frederikshavn Bulldogs | [ 1 ] |
| 2008 | Ilias Nielsen      | Hafnia floorball club  | [ 1 ] |
| 2009 | Tobias Nielsen     | Rødovre Floorball Club | [ 1 ] |
| 2010 | Stefan Hedorf      | Hvidovre Attack FC     | [ 1 ] |
| 2011 | Henrik Engelsen    | Team Århus Floorball   | [ 1 ] |
| 2012 | Martin Erichsen    | Rødovre Floorball Club | [ 1 ] |
| 2013 | Niklas Juul Jensen | Brønderslev Hot Shots  | [ 1 ] |
| 2014 | Jacob M. Andersen  | Rødovre Floorball Club | [ 1 ] |
| 2015 | Stefan Hedorf      | Hvidovre Attack FC     |       |
| 2016 | Andreas Glad       | Brønderslev Hot Shots  | [ 2 ] |
| 2017 | Mikkel Skov        | Sunds Seahawks         | [ 3 ] |

## Årets hold
Årets hold kåres hvert år af Floorballnyt, og består af én Målmand, fire backs og seks forwards. 
| 2013 | Keeper                             | Backs                                       | Forwards                             |
| ---- | ---------------------------------- | ------------------------------------------- | ------------------------------------ |
| 2013 | Mike Trolle Rødovre Floorball Club | Henrik Engelsen Team Århus Floorball        | Andreas Krogh Rødovre Floorball Club |
| 2013 | Mike Trolle Rødovre Floorball Club | Martin Erichsen Rødovre Floorball Club      | Morten Mølby Team Århus Floorball    |
| 2013 | Mike Trolle Rødovre Floorball Club | Dennis Lodberg Brønderslev Hot Shots FC     | Brian Nielsen Team Århus Floorball   |
| 2013 | Mike Trolle Rødovre Floorball Club | Christian Bendtsen Team Århus Floorball     | Kim Høst Brønderslev Hot Shots FC    |
| 2013 | Mike Trolle Rødovre Floorball Club | Michael Mathiesen Rødovre Floorball Club    |                                      |
| 2013 | Mike Trolle Rødovre Floorball Club | Niklas Juul Jensen Brønderslev Hot Shots FC |                                      |

| 2014 | Keeper                             | Backs                                    | Forwards                                    |
| ---- | ---------------------------------- | ---------------------------------------- | ------------------------------------------- |
| 2014 | Mike Trolle Rødovre Floorball Club | Jannik Trolle Rødovre Floorball Club     | Jacob M. Andersen Rødovre Floorball Club    |
| 2014 | Mike Trolle Rødovre Floorball Club | Marko Krogsgaard Rødovre Floorball Club  | Emil Kristensen Rødovre Floorball Club      |
| 2014 | Mike Trolle Rødovre Floorball Club | Dannie Pedersen Frederikshavn Blackhawks | Niklas Juul Jensen Frederikshavn Blackhawks |
| 2014 | Mike Trolle Rødovre Floorball Club | Martin Erichsen Rødovre Floorball Club   | Mathias de Fries Benløse Floorball          |
| 2014 | Mike Trolle Rødovre Floorball Club | Andreas Glad Brønderslev Hot Shots FC    |                                             |
| 2014 | Mike Trolle Rødovre Floorball Club | Jesper Schow Copenhagen FC               |                                             |

| 2015 | Keeper                               | Backs                                       | Forwards                                  |
| ---- | ------------------------------------ | ------------------------------------------- | ----------------------------------------- |
| 2015 | Anders Kjær Brønderslev Hot Shots FC | Oscar Eklund Rødovre Floorball Club         | Frederik Bäckman Brønderslev Hot Shots FC |
| 2015 | Anders Kjær Brønderslev Hot Shots FC | Nikolai Lakjer Hvidovre Attack FC           | Tor Bornedal Brønderslev Hot Shots FC     |
| 2015 | Anders Kjær Brønderslev Hot Shots FC | Jannik Trolle Rødovre Floorball Club        | Stefan Hedorf Hvidovre Attack FC          |
| 2015 | Anders Kjær Brønderslev Hot Shots FC | Rasmus Bengtsson Brønderslev Hot Shots FC   | Andreas Glad Brønderslev Hot Shots FC     |
| 2015 | Anders Kjær Brønderslev Hot Shots FC | Jesper Schow Petersen Copenhagen FC         |                                           |
| 2015 | Anders Kjær Brønderslev Hot Shots FC | Niklas Juul Jensen Brønderslev Hot Shots FC |                                           |

| 2016 | Keeper                           | Backs                                   | Forwards                              |
| ---- | -------------------------------- | --------------------------------------- | ------------------------------------- |
| 2016 | David de Fries Benløse Floorball | Marko Krogsgaard Rødovre Floorball Club | Andreas Glad Brønderslev Hot Shots FC |
| 2016 | David de Fries Benløse Floorball | Daniel MacCabe Benløse Floorball        | Niklas Juul Brønderslev Hot Shots FC  |
| 2016 | David de Fries Benløse Floorball | Niklas Elfving Benløse Floorball        | Mikkel Skov Sunds Seahawks            |
| 2016 | David de Fries Benløse Floorball | Rasmus Overgaard AaB Floorball Klub     | Stefan Hedorf Hvidovre Attack FC      |
| 2016 | David de Fries Benløse Floorball | Peter Pfneisszli Benløse Floorball      |                                       |
| 2016 | David de Fries Benløse Floorball | Jesper Schow Copenhagen FC              |                                       |

| 2017 | Keeper                             | Backs                                   | Forwards                               |
| ---- | ---------------------------------- | --------------------------------------- | -------------------------------------- |
| 2017 | Mike Trolle Rødovre Floorball Club | Daniel MacCabe Benløse Floorball        | Mikkel Skov Sunds Seahawks             |
| 2017 | Mike Trolle Rødovre Floorball Club | Marko Krogsgaard Rødovre Floorball Club | Mathias Glass Benløse Floorball        |
| 2017 | Mike Trolle Rødovre Floorball Club | Jannik Trolle Rødovre Floorball Club    | Jesper Schow Copenhagen FC             |
| 2017 | Mike Trolle Rødovre Floorball Club | Mark Bek Hvidovre Attack FC             | Emil Kristensen Rødovre Floorball Club |
| 2017 | Mike Trolle Rødovre Floorball Club | Tim Jannerup Benløse Floorball          |                                        |
| 2017 | Mike Trolle Rødovre Floorball Club | Andreas Glad Brønderslev Hot Shots FC   |                                        |